# Cryptomitrium oreades
Cryptomitrium oreades là một loài rêu trong họ Aytoniaceae. Loài này được Perold mô tả khoa học đầu tiên năm 1994.